# Fissures
Pour plus de détails, voir Fiche technique et Distribution.
Fissures est un film marocain réalisé par Hicham Ayouch, sorti en France le 6 avril 2011.

## Synopsis
À Tanger. Abdesselam, qui vient de sortir de prison, vit chez son ami Nourredine. Un soir, il croise Marcela, une jeune femme désœuvrée dont il tombe amoureux. Très vite, ils sortent ensemble. Mais Noureddine la rencontre à son tour, et entre eux le désir passe.
Les trois vont tenter de vivre ensemble, sans pouvoir partager ni leur amour ni leur amitié.

## Fiche technique
- Titre : Fissures
- Scénario et réalisation : Hicham Ayouch
- Photographie : Hicham Ayouch
- Son : Patrice Mendez
- Montage : Franck Pairaud, Khaled Salem
- Production : Vidéorama
- Genre : Drame
- Durée : 75 minutes
- Date de sortie : 6 avril 2009 (France)

## Distribution
- Marcela Moura : Marcela
- Abdesselam Bounouacha : Abdesselam
- Noureddine Denoul : Nourredine

## Autour du film
- Fissures a été très bien accueilli dans les festivals marocains et européens (Festival du Film Arabe de Fameck, Festival d'Amsterdam, Festival de Belfort)[1]. Il a également été projeté au Museum of Modern Art de New-York[2] et à la Tate Modern de Londres[3].
- Au Maroc, le film a fait polémique et a été interdit aux moins de 16 ans à sa sortie[4].
- Le film a été distribué à l'international sous le titre Cracks. Or, un film homonyme est sorti la même année.